# Matheus Ferreira
Matheus Ferreira Gomes, ou plus simplement Matheus Ferreira, né le 22 février 2006 à Rio de Janeiro, est un footballeur brésilien qui évolue au poste de milieu défensif au Vasco da Gama.

## Biographie

### Carrière en club
Matheus Ferreira a intégré à seulement 5 ans le centre de formation du Club de Regatas Vasco da Gama, où il signe son premier contrat professionnel en avril 2022,.
À l'aune de la saison 2023, il s'illustre d'abord dans la Copinha (en),.

### Carrière en sélection
Matheus Ferreira est appelé pour la première fois en équipe du Brésil des moins de 17 ans en janvier 2023, pour une session d'entrainements.
En mars 2023 il est sélectionné avec les moins de 17 ans pour le Championnat continental qui a lieu à la fin du mois en Équateur. Milieu défensif titulaire tout au long du tournoi, Matheus Ferreira n'est absent de la feuille de match que pour la dernière rencontre, après avoir cumulé 3 cartons jaunes. Le Brésil remporte la compétition après s'être imposé 3-2 contre l'Argentine lors de la dernière journée de la phase finale, glanant ainsi son 13e titre dans la catégorie,,,.

## Style de jeu
Matheus Ferreira est décrit comme un milieu défensif moderne, capable de faire montre d'autant d'agressivité en défense que de contrôle en attaque, à même de faire la différence par sa qualité de passe et son intelligence tactique.

## Palmarès
| Brésil -17 ans - Championnat sud-américain - Champion en 2023 (en) |